# Висотний
Висо́тний (рос. Высотный) — селище у складі Матвієвського району Оренбурзької області, Росія.

## Населення
Населення — 227 осіб (2010; 294 у 2002).
Національний склад (станом на 2002 рік):
- росіяни — 59 %